# Tour de Thuringe féminin 2015
La 28e édition du Tour de Thuringe féminin a eu lieu du 17 juillet 2015 au 23 juillet 2015. La course fait partie du calendrier UCI féminin en catégorie 2.1. Emma Johansson remporte la course devant Karol-Ann Canuel et Lauren Stephens. Lisa Brennauer porte le maillot de leader durant toute l'épreuve et gagne deux étapes mais laisse s'échapper la victoire lors de la dernière étape et finit cinquième du classement général. Elle est également meilleure allemande. Le classement des sprints est gagné par Emma Johansson, celui de la meilleure grimpeuse par Élise Delzenne. La formation Orica-AIS est la meilleure équipe, Jenelle Crooks la meilleure jeune.

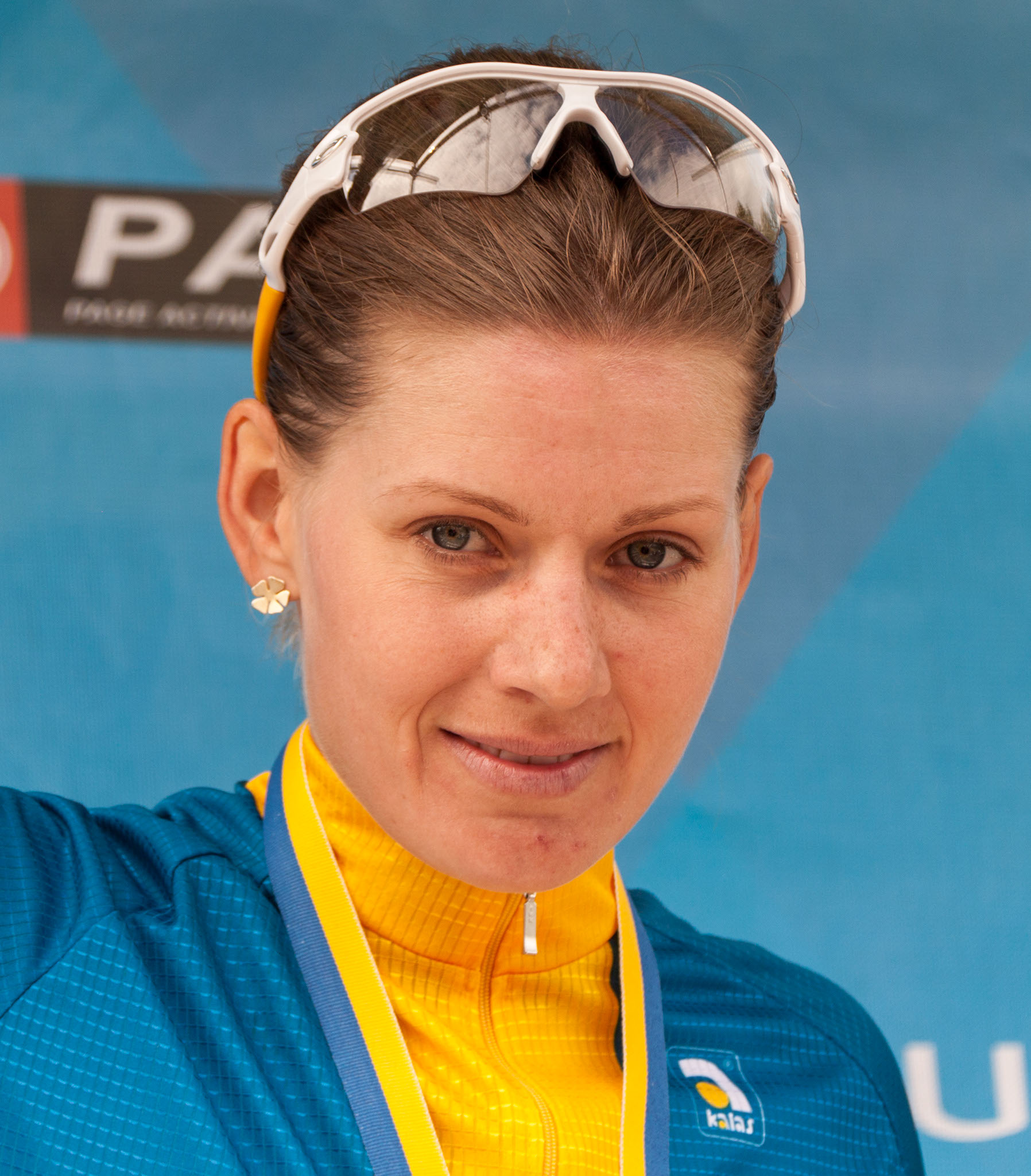
Emma Johansson est la vainqueur du Tour de Thuringe féminin 2015

## Présentation

### Comité d'organisation
Le comité d'organisation est dirigé par l'ancienne coureuse professionnelle Vera Hohlfeld. Franziska Grosse est la directrice de course. Rainer Gerth est responsable du protocole et coordonne le parcours. Martin Balsam l'assiste et s'occupe plus particulièrement des hôtels. Andreas Schubert est responsable pour le montage des diverses installations que requiert la course. Marian Koppe est responsable du marketing et des partenaires. Il est assisté de Sabine Schurzmann pour la région environnant Saalfeld. Marco Ruhl encadre les invités et les médias lors de la course. Helmut Wengel est responsable presse. 
Hartmut Jauch est responsable des véhicules de course. Fritz Illmer conduit la voiture balai et fait partie du jury. Enfin, Steffen Schumacher s'occupe des affiches et autres impressions.

### Parcours
Cette édition se déroule en huit étapes.
Après une première étape plate courue à Gotha, la course se rend à Erfurt, la capitale du Land, avec un parcours légèrement vallonnée. L'ascension du Arnstädter Hohle à quatorze pour cent doit provoquer la décision. Le lendemain matin, un contre-la-montre individuel de 18 kilomètres se dispute à Schmölln et doit marquer le début de la lutte entre favorites. L'après-midi, les concurrentes montent à trois reprises le mur de Meerane avec l'arrivée dans la dernière ascension. L'épreuve multiplie ensuite les étapes vallonnées : à Zeulenroda-Triebes , puis à Gera, Schleiz et Greiz où se conclut la course. À Zeulenroda-Tribes, la course emprunte trois fois l'Hanka-Berg, surnom du Dörtendorfer Berg, en début de parcours avant d'effectuer une grande boucle afin de permettre aux spectateurs de rallier l'arrivée. Les premières attaques entre favorites doivent s'y produire. L'étape de Gera est comparativement relativement facile. Une échappée pourrait aller au bout. L'étape reine est celle de Schleiz. Elle présente de nombreuses difficultés. La dernière étape est plus facile mais donne encore la possibilité aux favorites de s'exprimer.

### Équipes
L'épreuve accueille neuf équipes UCI, quatre équipes amateurs et quatre sélections nationales.
| Équipes UCI                 | Équipes UCI | Équipes UCI |
| Nom de l'équipe             | Pays        | Code        |
| --------------------------- | ----------- | ----------- |
| Bigla                       |             | BCT         |
| Bizkaia - Durango           |             | BPD         |
| BTC City Ljubljana          |             | BTC         |
| Hitec Products-Mistral Home |             | HPU         |
| Lensworld.eu-Zannata        |             | LWZ         |
| Orica-AIS                   |             | OGE         |
| Parkhotel Valkenburg        |             | PHV         |
| Tibco-SVB                   |             | TIB         |
| Velocio-SRAM                |             | VEL         |

| Équipes amateures                                | Équipes amateures | Équipes amateures |
| Nom de l'équipe                                  | Pays              | Code              |
| ------------------------------------------------ | ----------------- | ----------------- |
| Maxx-Solar                                       |                   |                   |
| Pearl Izumi-Sports Tours International           |                   |                   |
| KOGA Ladies - Protective - Fachklinik Dr. Herzog |                   |                   |
| Tkk pacifier nestle fitness                      |                   |                   |

| Sélections nationales              | Sélections nationales | Sélections nationales |
| Nom de l'équipe                    | Pays                  | Code                  |
| ---------------------------------- | --------------------- | --------------------- |
| Sélection nationale d'Allemagne    |                       |                       |
| Sélection nationale d'Australie    |                       |                       |
| Sélection nationale des États-Unis |                       |                       |
| Sélection nationale des Pays-Bas   |                       |                       |

### Règlement de la course

#### Délais
Lors d'une course cycliste, les coureurs sont tenus d'arriver dans un laps de temps imparti à la suite du premier pour pouvoir être classés. Les délais prévus sont de 20 % pour toutes les étapes à l'exception du contre-la-montre de l'étape 3 secteur a, où ils sont de 35 %.

#### Classements et bonifications
Le classement général individuel au temps est calculé par le cumul des temps enregistrés dans chacune des étapes parcourues. Des bonifications et d'éventuelles pénalisations sont incluses dans le calcul du classement. Le coureur qui est premier de ce classement est porteur du maillot jaune vif. En cas d'égalité au temps, la somme des places obtenues sur chaque étape départage les concurrentes. En cas de nouvelle égalité, la place lors de la dernière étape sert de critère pour décider de la vainqueur.
Des bonifications sont attribuées dans cette épreuve. Chaque arrivée d'étape donne lieu à dix secondes, six secondes et quatre secondes pour les trois premières coureuses classées. Par ailleurs, durant la course, il existe des sprints intermédiaires dont les trois premiers sont récompensés respectivement de trois secondes, deux secondes et une seconde.

##### Classement des sprints
Le maillot blanc et noir, « vintage », récompense le classement des sprints. Celui-ci se calcule selon le classement lors de sprints intermédiaires et lors des arrivées d'étape. Les trois premiers coureurs des sprints intermédiaires reçoivent respectivement 3, 2 et un point. Lors d'une arrivée d'étape, les trois premières se voient accorder des points selon le décompte suivant : 10, 6 et 4 point. En cas d'égalité, les coureurs sont prioritairement départagés par le nombre de victoires d'étapes. Si l'égalité persiste, le nombre de victoires à des sprints intermédiaires puis éventuellement la place obtenue au classement général entrent en compte. Pour être classé, un coureur doit avoir terminé la course dans les délais.

##### Classement de la meilleure grimpeuse
Le classement de la meilleure grimpeuse, ou classement des monts, est un classement spécifique basé sur les arrivées au sommet des ascensions répertoriées dans l'ensemble de la course. Elles sont classés en trois catégories. Les ascensions de première catégorie rapportent respectivement 7, 5, 3, 2 points aux quatre premières coureuses, celles de deuxième catégorie 5, 3 et 2 points enfin celles de troisième catégorie 3, 2 et 1 point. Le premier du classement des monts est détenteur du maillot jaune et noir. En cas d'égalité, les coureurs sont prioritairement départagés par le nombre de premières places aux sommets des ascension de première catégorie, puis de deuxième catégorie, puis de troisième catégorie. Si l'égalité persiste, le critère suivant est la place obtenue au classement général. Pour être classé, un coureur doit avoir terminé la course dans les délais.

##### Classement de la meilleure jeune
Le classement de la meilleure jeune ne concerne qu'une certaine catégorie de coureuses, celles étant âgées de moins de 23 ans. C'est-à-dire aux coureuses nées après le 1er janvier 1993. Ce classement, basé sur le classement général, attribue au premier un maillot violet.

##### Classement de la meilleure allemande
Le classement de la meilleure allemande ne concerne que les coureuses de nationalité allemande. Il confère un maillot bleu à la meilleure allemande durant l'étape précédente. La victoire finale de ce classement est attribuée en fonction du classement général.

##### Classement de la coureuse la plus active
Le jury attribue à l'issue de chaque étape 3, 2 et 1 point à trois concurrentes en fonction de leur activité durant l'étape. La victoire de se classement se fait en additionnant les points attribués sur chaque étape. Il attribue un maillot blanc et vert.

##### Classement de la meilleure équipe
La meilleure équipe est désignée en additionnant les temps au classement général des trois meilleures coureuses de chaque formation. Ce classement n'attribue pas de prime.

##### Répartition des maillots
Chaque coureuse en tête d'un classement est porteuse du maillot ou du dossard distinctif correspondant. Cependant, dans le cas où une coureuse dominerait plusieurs classements, celle-ci ne porte qu'un seul maillot distinctif, selon une priorité de classements. Le classement général au temps est le classement prioritaire, suivi du classement des sprints, du classement général du meilleur grimpeur, du classement de la meilleure jeune, du classement de la coureuse la plus active et du classement de la meilleure Allemande. Si ce cas de figure se produit, le maillot correspondant au classement annexe de priorité inférieure n'est pas porté par celui qui domine ce classement mais par son deuxième.

### Favorites
Les favorites de l'épreuve sont la Suédoise Emma Johansson, vainqueur en 2011 et 2013, qui fait partie de la formation australienne Orica-AIS et l'Allemande Lisa Brennauer troisième en 2013 et 2014, championne du monde en titre du contre-la-montre et membre de la formation Velocio-SRAM,. Parmi les outsiders, on compte la championne allemande Trixi Worrack coéquipière de Lisa Brennauer et Amy Pieters.

### Partenaires
Le maillot de la leader du classement général est parrainé par la banque Sparkasse. Le marchand de montre Vintage VDB est celui du maillot des sprints. Le maillot de la meilleure grimpeuse est soutenue par le constructeur automobile Opel et son concessionnaire Vogel, qui prête également les voitures pour l'organisation. L'office de tourisme du Land de Thuringe est partenaire du maillot de la meilleure Allemande. Le partenaire du maillot de la coureuse la plus active est la brasserie Saalfelder. Enfin, l'épicerie fine Gotha Adelt parraine le maillot de la meilleure jeune,.

## Étapes
| Étape              | Date       | Villes étapes                           |                             | Distance (km) | Vainqueur d’étape | Leader du classement général |
| ------------------ | ---------- | --------------------------------------- | --------------------------- | ------------- | ----------------- | ---------------------------- |
| 1re étape          | 17 juillet | Gotha - Gotha                           | Étape de plaine             | 66,6          | Lisa Brennauer    | Lisa Brennauer               |
| 2e étape           | 18 juillet | Erfurt -Erfurt                          | Étape vallonnée             | 103,3         | Eugenia Bujak     | Eugenia Bujak                |
| 3e étape secteur a | 19 juillet | Schmölln - Schmölln                     | Contre-la-montre individuel | 19,0          | Lisa Brennauer    | Lisa Brennauer               |
| 3e étape secteur b | 19 juillet | Meerane - Meerane                       | Étape vallonnée             | 78,8          | Gracie Elvin      | Lisa Brennauer               |
| 4e étape           | 20 juillet | Zeulenroda-Triebes - Zeulenroda-Triebes | Étape vallonnée             | 116,1         | Lotta Lepistö     | Lisa Brennauer               |
| 5e étape           | 21 juillet | Gera - Gera                             | Étape vallonnée             | 118,5         | Coryn Rivera      | Lisa Brennauer               |
| 6e étape           | 22 juillet | Schleiz - Schleiz                       | Étape vallonnée             | 129,2         | Katie Hall        | Lisa Brennauer               |
| 7e étape           | 23 juillet | Greiz - Greiz                           | Étape vallonnée             | 98,9          | Karol-Ann Canuel  | Emma Johansson               |

## Déroulement de la course

### 1reétape

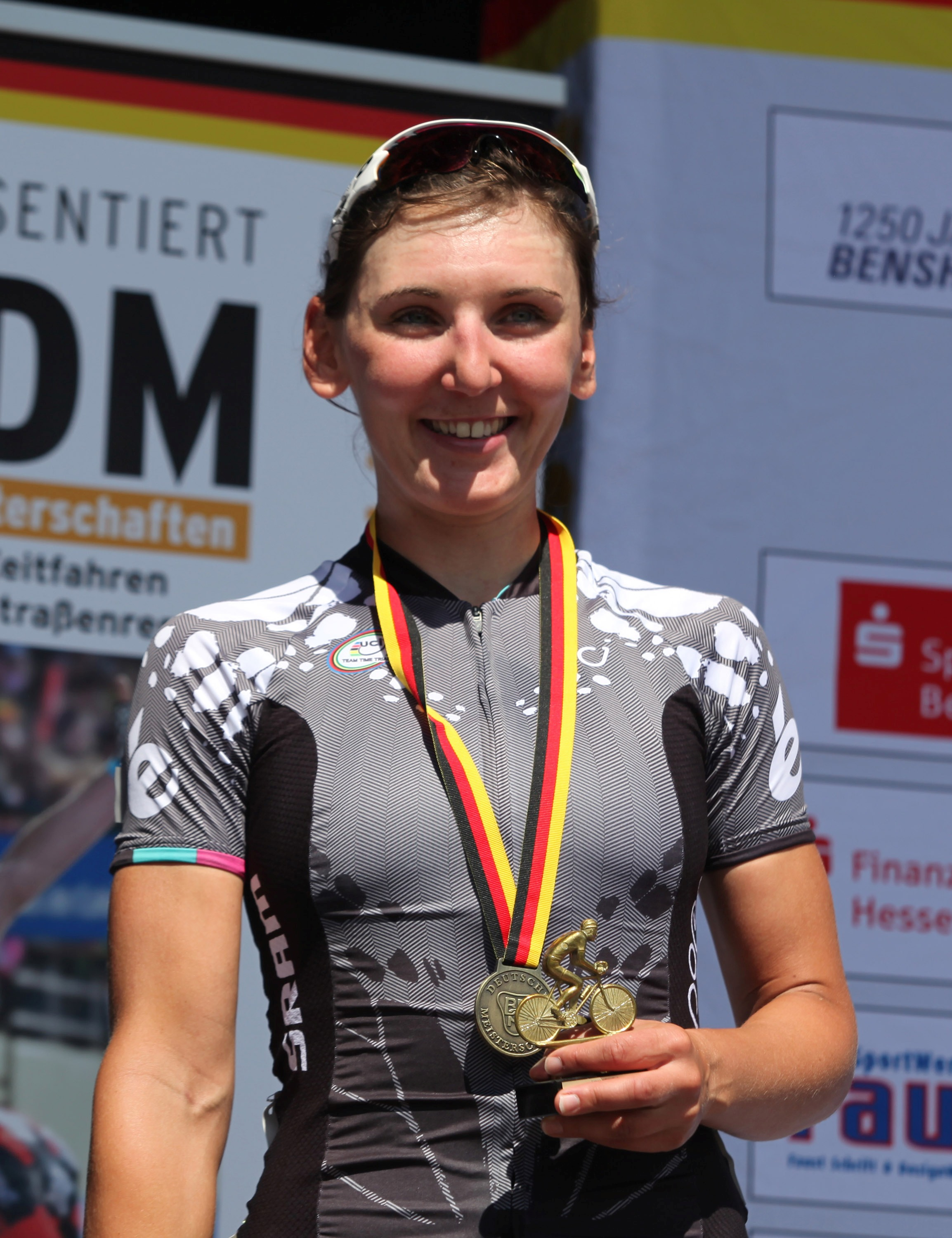
Lisa Brennauer remporte deux étapes et porte le maillot de leader durant six étapes

La première étape est animée par l'Espagnole Anna Ramirez Bauxell et l'Allemande Theres Klein qui s'échappent au bout de dix kilomètres. Elles comptent jusqu'à une minute d'avance. Klein lâche dans une ascension, l'Espagnole réalise les trente derniers kilomètres seule avant d'être reprise par le peloton à vingt-cinq kilomètres de l'arrivée. La victoire se joue au sprint. Lisa Brennauer se montre la plus rapide. Elle est suivie de Lotta Lepistö et Emily Collins. L'ordre au classement général est le même,.
| Classement de l'étape | Classement de l'étape | Classement de l'étape | Classement de l'étape              | Classement de l'étape |
|                       | Coureur               | Pays                  | Équipe                             | Temps                 |
| --------------------- | --------------------- | --------------------- | ---------------------------------- | --------------------- |
| 1er                   | Lisa Brennauer        | Allemagne             | Velocio-SRAM                       | en 1 h 44 min 39 s    |
| 2e                    | Lotta Lepistö         | Finlande              | Bigla                              | m.t.                  |
| 3e                    | Emily Collins         | Nouvelle-Zélande      | Tibco-SVB                          | m.t.                  |
| 4e                    | Carmen Small          | États-Unis            | Bigla                              | m.t.                  |
| 5e                    | Sarah Roy             | Australie             | Orica-AIS                          | m.t.                  |
| 6e                    | Amy Pieters           | Pays-Bas              | Sélection nationale des Pays-Bas   | m.t.                  |
| 7e                    | Coryn Rivera          | États-Unis            | Sélection nationale des États-Unis | m.t.                  |
| 8e                    | Jermaine Post         | Pays-Bas              | Parkhotel Valkenburg               | m.t.                  |
| 9e                    | Mia Radotic           | Croatie               | BTC City Ljubljana                 | m.t.                  |
| 10e                   | Kim De Baat           | Pays-Bas              | Lensworld.eu-Zannata               | m.t.                  |
| modifier              |                       |                       |                                    |                       |

| Classement général | Classement général | Classement général | Classement général                 | Classement général |
|                    | Coureur            | Pays               | Équipe                             | Temps              |
| ------------------ | ------------------ | ------------------ | ---------------------------------- | ------------------ |
| 1er                | Lisa Brennauer     | Allemagne          | Velocio-SRAM                       | en 1 h 44 min 39 s |
| 2e                 | Lotta Lepistö      | Finlande           | Bigla                              | +4 s               |
| 3e                 | Emily Collins      | Nouvelle-Zélande   | Tibco-SVB                          | +6 s               |
| 4e                 | Coryn Rivera       | États-Unis         | Sélection nationale des États-Unis | +8 s               |
| 5e                 | Emma Johansson     | Australie          | Orica-AIS                          | +9 s               |
| 6e                 | Carmen Small       | États-Unis         | Bigla                              | +10 s              |
| 7e                 | Sarah Roy          | Australie          | Orica-AIS                          | +10 s              |
| 8e                 | Amy Pieters        | Pays-Bas           | Sélection nationale des Pays-Bas   | +10 s              |
| 9e                 | Jermaine Post      | Pays-Bas           | Parkhotel Valkenburg               | +10 s              |
| 10e                | Mia Radotic        | Croatie            | BTC City Ljubljana                 | +10 s              |
| modifier           |                    |                    |                                    |                    |

### 2eétape

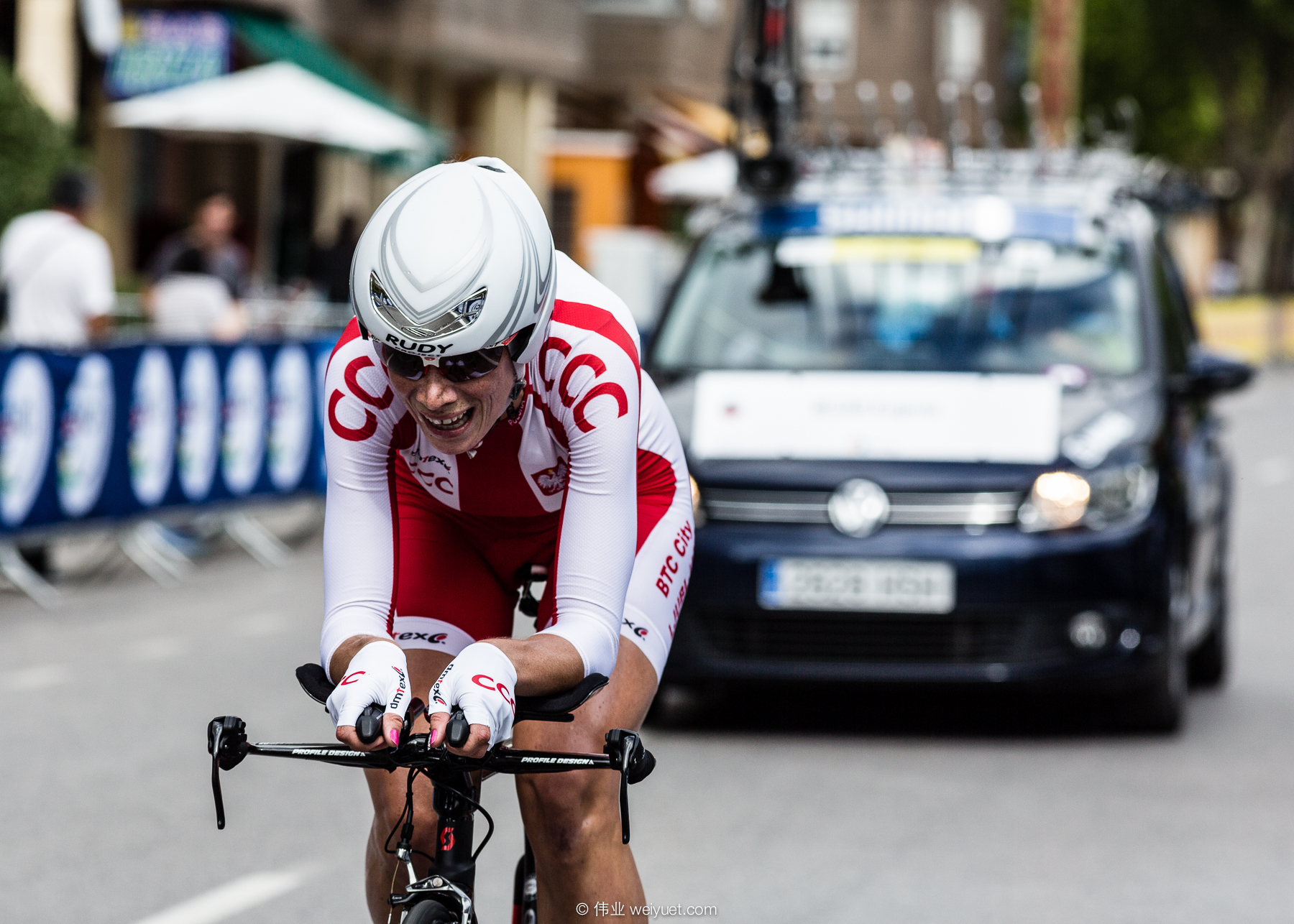
Eugenia Bujak réalise un bon Tour de Thuringe. Elle remporte une étape, porte une journée les maillots jaune et blanc, enfin se classe dixième du classement général

Lors de la deuxième étape, une échappée initiée par Eugenia Bujak part à trente huit kilomètres de l'arrivée. Elle est rejointe par Amanda Spratt, Paulina Brzeźna-Bentkowska, Tayler Wiles et deux autres coureuses. Le groupe compte jusqu'à une minute d'avance. Dans le dernier tour, Tayler Wiles attaque dans l'ascension du Arnstädter Hohle. Elle file vers la victoire, quand sa moto ouvreuse se trompe de direction à quatre kilomètres de la ligne. Elle se fait alors doubler par ses anciennes compagnonnes de fuite. Eugenia Bujak remporte finalement l'étape. L'Américaine se classe quatrième, mais se voit remettre le maillot de la plus combative en dédommagement.  
| Classement de l'étape | Classement de l'étape      | Classement de l'étape | Classement de l'étape            | Classement de l'étape |
|                       | Coureur                    | Pays                  | Équipe                           | Temps                 |
| --------------------- | -------------------------- | --------------------- | -------------------------------- | --------------------- |
| 1er                   | Eugenia Bujak              | Pologne               | BTC City Ljubljana               | en 2 h 47 min 28 s    |
| 2e                    | Amanda Spratt              | Australie             | Orica-AIS                        | +1 s                  |
| 3e                    | Paulina Brzeźna-Bentkowska | Pologne               | Tkk pacifier nestle fitness      | +3 s                  |
| 4e                    | Tayler Wiles               | États-Unis            | Velocio-SRAM                     | +10 s                 |
| 5e                    | Lotta Lepistö              | Finlande              | Bigla                            | +14 s                 |
| 6e                    | Lauren Stephens            | États-Unis            | Tibco-SVB                        | +14 s                 |
| 7e                    | Emma Johansson             | Suède                 | Orica-AIS                        | +14 s                 |
| 8e                    | Emily Collins              | Nouvelle-Zélande      | Tibco-SVB                        | +14 s                 |
| 9e                    | Lauren Kitchen             | Australie             | Hitec Products-Mistral Home      | +14 s                 |
| 10e                   | Moniek Tenniglo            | Pays-Bas              | Sélection nationale des Pays-Bas | +14 s                 |
| modifier              |                            |                       |                                  |                       |

| Classement général | Classement général         | Classement général | Classement général                 | Classement général |
|                    | Coureur                    | Pays               | Équipe                             | Temps              |
| ------------------ | -------------------------- | ------------------ | ---------------------------------- | ------------------ |
| 1er                | Eugenia Bujak              | Pologne            | BTC City Ljubljana                 | en 4 h 31 min 57 s |
| 2e                 | Amanda Spratt              | Australie          | Orica-AIS                          | +3 s               |
| 3e                 | Paulina Brzeźna-Bentkowska | Pologne            | Tkk pacifier nestle fitness        | +9 s               |
| 4e                 | Lisa Brennauer             | Allemagne          | Velocio-SRAM                       | +14 s              |
| 5e                 | Lotta Lepistö              | Finlande           | Bigla                              | +18 s              |
| 6e                 | Emily Collins              | Nouvelle-Zélande   | Tibco-SVB                          | +20 s              |
| 7e                 | Emma Johansson             | Suède              | Orica-AIS                          | +21 s              |
| 8e                 | Coryn Rivera               | États-Unis         | Sélection nationale des États-Unis | +22 s              |
| 9e                 | Mia Radotic                | Croatie            | BTC City Ljubljana                 | +24 s              |
| 10e                | Amy Pieters                | Pays-Bas           | Sélection nationale des Pays-Bas   | +24 s              |
| modifier           |                            |                    |                                    |                    |

### 3eétapesecteur a
La première demi-étape de la journée est un contre-la-montre individuel autour de Schmölln. L'équipe Velocio-SRAM réalise une bonne performance d'ensemble : Lisa Brennauer s'impose et reprend le maillot jaune, Karol-Ann Canuel est troisième, Tayler Wiles quatrième. L'Américaine Lauren Stephens de l'équipe Tibco complète le podium,.
| Classement de l'étape | Classement de l'étape | Classement de l'étape | Classement de l'étape                  | Classement de l'étape |
|                       | Coureur               | Pays                  | Équipe                                 | Temps                 |
| --------------------- | --------------------- | --------------------- | -------------------------------------- | --------------------- |
| 1er                   | Lisa Brennauer        | Allemagne             | Velocio-SRAM                           | en 27 min 40 s        |
| 2e                    | Lauren Stephens       | États-Unis            | Tibco-SVB                              | +1 s                  |
| 3e                    | Karol-Ann Canuel      | Canada                | Velocio-SRAM                           | +23 s                 |
| 4e                    | Tayler Wiles          | États-Unis            | Velocio-SRAM                           | +30 s                 |
| 5e                    | Lotta Lepistö         | Finlande              | Bigla                                  | +39 s                 |
| 6e                    | Emma Johansson        | Suède                 | Orica-AIS                              | +41 s                 |
| 7e                    | Stephanie Pohl        | Allemagne             | Sélection nationale d'Allemagne        | +47 s                 |
| 8e                    | Trixi Worrack         | Allemagne             | Velocio-SRAM                           | +55 s                 |

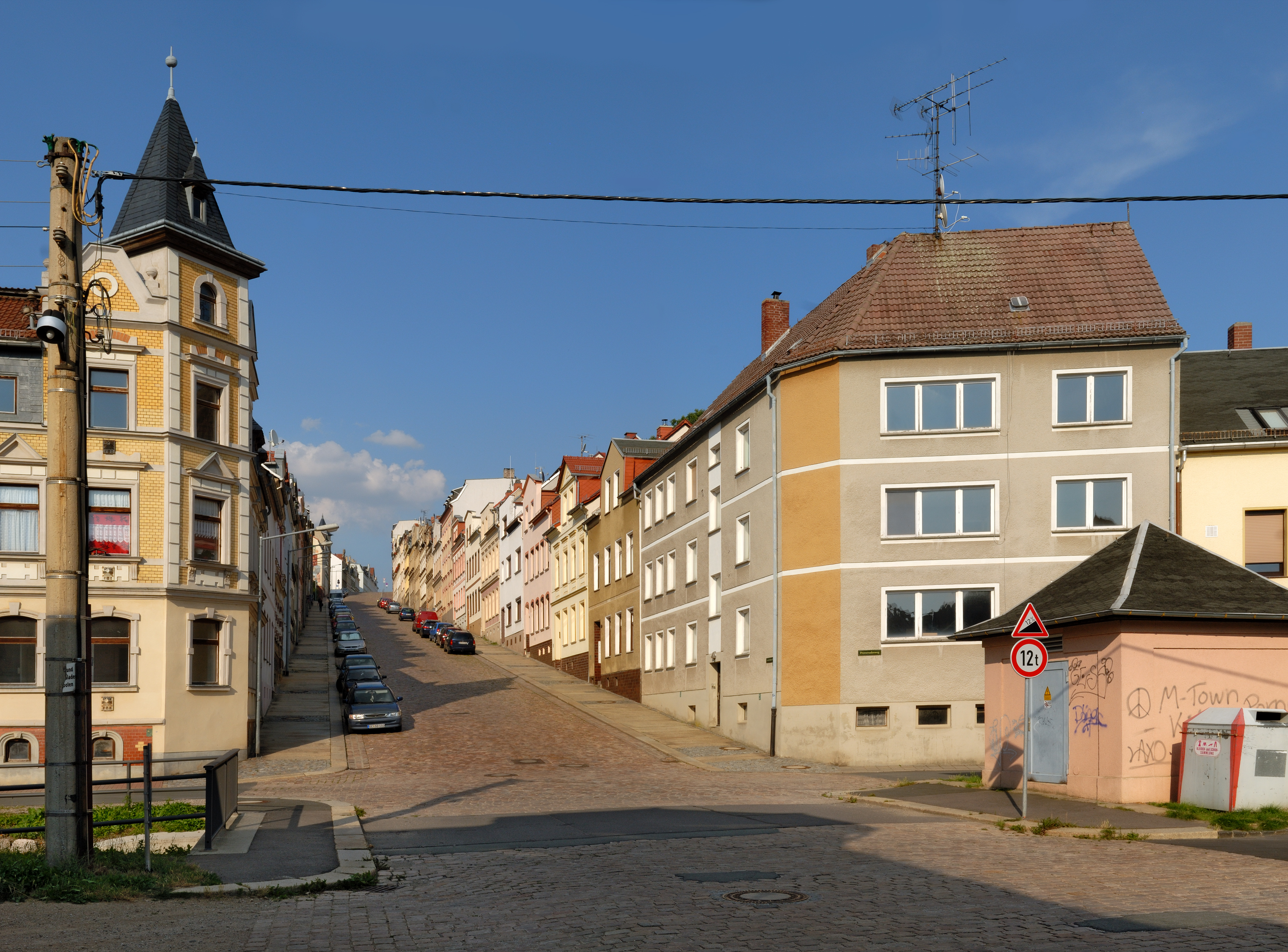
Le mur de Meerane est la principale difficulté de la 3e étape secteur b

| 9e                    | Hayley Simmonds       | Royaume-Uni           | Pearl Izumi-Sports Tours International | +1 min 3 s            |
| 10e                   | Eugenia Bujak         | Pologne               | BTC City Ljubljana                     | +1 min 4 s            |
| modifier              |                       |                       |                                        |                       |

| Classement général | Classement général | Classement général | Classement général              | Classement général |
|                    | Coureur            | Pays               | Équipe                          | Temps              |
| ------------------ | ------------------ | ------------------ | ------------------------------- | ------------------ |
| 1er                | Lisa Brennauer     | Allemagne          | Velocio-SRAM                    | en 4 h 59 min 51 s |
| 2e                 | Lauren Stephens    | États-Unis         | Tibco-SVB                       | +10 s              |
| 3e                 | Karol-Ann Canuel   | Canada             | Velocio-SRAM                    | +32 s              |
| 4e                 | Lotta Lepistö      | Finlande           | Bigla                           | +42 s              |
| 5e                 | Emma Johansson     | Suède              | Orica-AIS                       | +47 s              |
| 6e                 | Tayler Wiles       | États-Unis         | Velocio-SRAM                    | +49 s              |
| 7e                 | Eugenia Bujak      | Pologne            | BTC City Ljubljana              | +49 s              |
| 8e                 | Stephanie Pohl     | Allemagne          | Sélection nationale d'Allemagne | +57 s              |
| 9e                 | Amanda Spratt      | Australie          | Orica-AIS                       | +1 min 4 s         |
| 10e                | Trixi Worrack      | Allemagne          | Velocio-SRAM                    | +1 min 4 s         |
| modifier           |                    |                    |                                 |                    |

### 3eétapesecteur b
Sur la troisième étape secteur b du Tour de Thuringe, Gracie Elvin part seule à soixante kilomètres de l'arrivée et s'impose. Sa coéquipière Emma Johansson règle le sprint en côte du peloton. Elle est suivie de la leader du classement général Lisa Brennauer et de l'Américaine Coryn Rivera.
| Classement de l'étape | Classement de l'étape       | Classement de l'étape | Classement de l'étape                  | Classement de l'étape |
|                       | Coureur                     | Pays                  | Équipe                                 | Temps                 |
| --------------------- | --------------------------- | --------------------- | -------------------------------------- | --------------------- |
| 1er                   | Gracie Elvin                | Australie             | Orica-AIS                              | en 1 h 52 min 56 s    |
| 2e                    | Emma Johansson              | Suède                 | Orica-AIS                              | +11 s                 |
| 3e                    | Lisa Brennauer              | Allemagne             | Velocio-SRAM                           | +12 s                 |

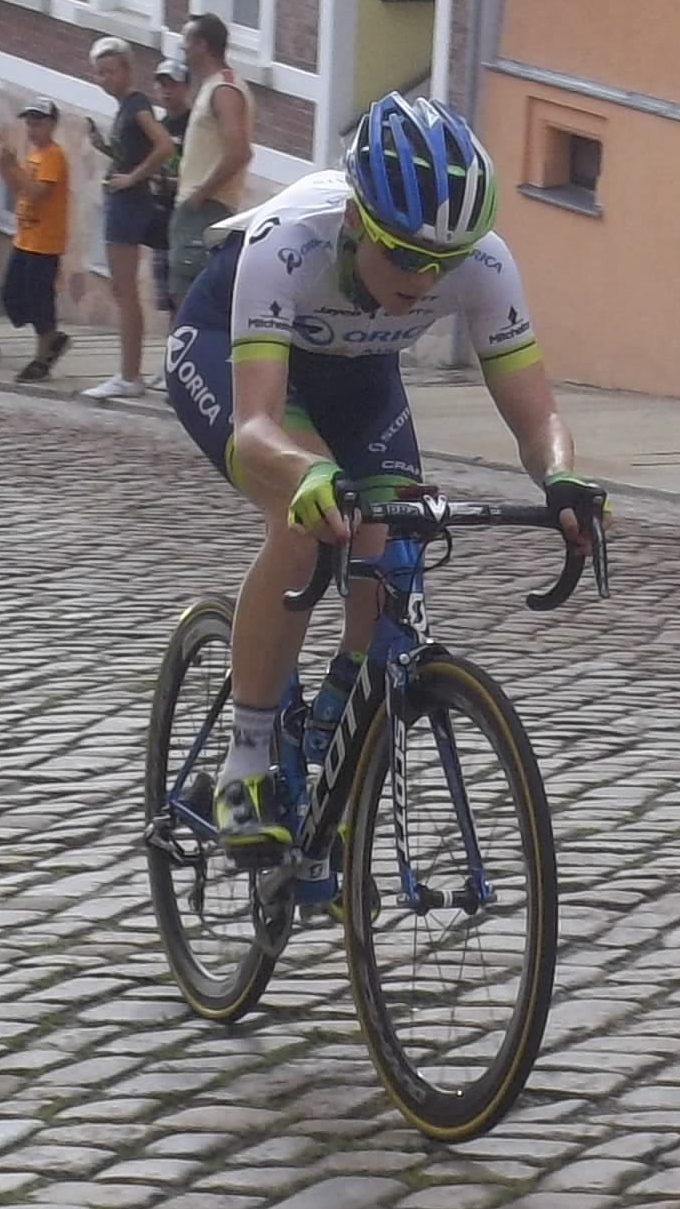
Gracie Elvin en échappée dans le mur de Meerane

| 4e                    | Coryn Rivera                | États-Unis            | Sélection nationale des États-Unis     | +12 s                 |
| 5e                    | Eugenia Bujak               | Pologne               | BTC City Ljubljana                     | +14 s                 |
| 6e                    | Hitec Products-Mistral Home | Australie             | Orica-AIS                              | +15 s                 |
| 7e                    | Lotta Lepistö               | Finlande              | Bigla                                  | +15 s                 |
| 8e                    | Joelle Numainville          | Canada                | Bigla                                  | +18 s                 |
| 9e                    | Amy Pieters                 | Pays-Bas              | Sélection nationale des Pays-Bas       | +19 s                 |
| 10e                   | Nikki Harris                | Royaume-Uni           | Pearl Izumi-Sports Tours International | +19 s                 |
| modifier              |                             |                       |                                        |                       |

| Classement général | Classement général | Classement général | Classement général              | Classement général |
|                    | Coureur            | Pays               | Équipe                          | Temps              |
| ------------------ | ------------------ | ------------------ | ------------------------------- | ------------------ |
| 1er                | Lisa Brennauer     | Allemagne          | Velocio-SRAM                    | en 6 h 52 min 57 s |
| 2e                 | Lauren Stephens    | États-Unis         | Tibco-SVB                       | +19 s              |
| 3e                 | Karol-Ann Canuel   | Canada             | Velocio-SRAM                    | +41 s              |
| 4e                 | Emma Johansson     | Suède              | Orica-AIS                       | +42 s              |
| 5e                 | Lotta Lepistö      | Finlande           | Bigla                           | +47 s              |
| 6e                 | Eugenia Bujak      | Pologne            | BTC City Ljubljana              | +53 s              |
| 7e                 | Amanda Spratt      | Australie          | Orica-AIS                       | +1 min 19 s        |
| 8e                 | Tayler Wiles       | États-Unis         | Velocio-SRAM                    | +1 min 21 s        |
| 9e                 | Gracie Elvin       | Australie          | Orica-AIS                       | +1 min 24 s        |
| 10e                | Stephanie Pohl     | Allemagne          | Sélection nationale d'Allemagne | +1 min 27 s        |
| modifier           |                    |                    |                                 |                    |

### 4eétape

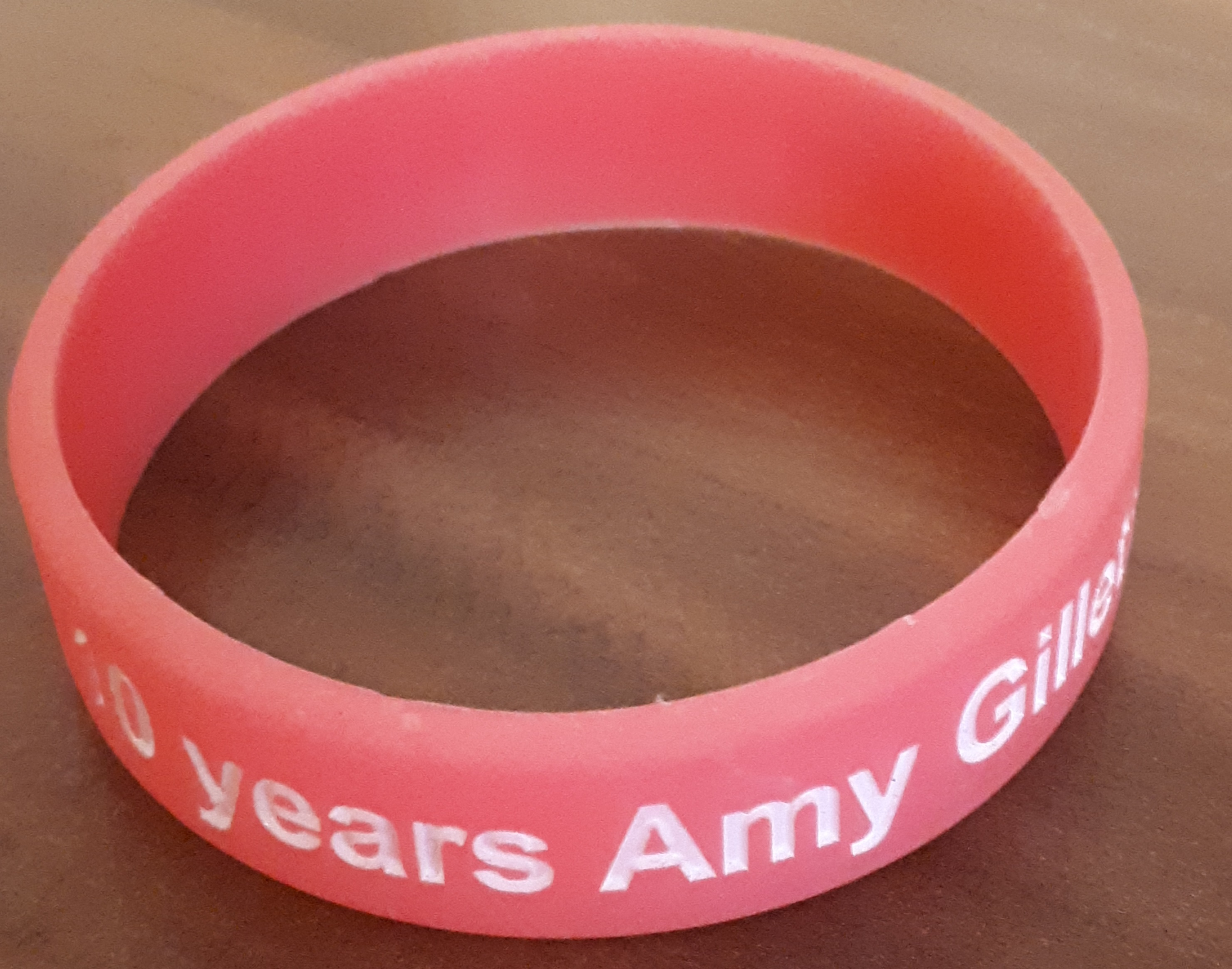
Bracelet commémoratif de la mort d'Amy Gillett

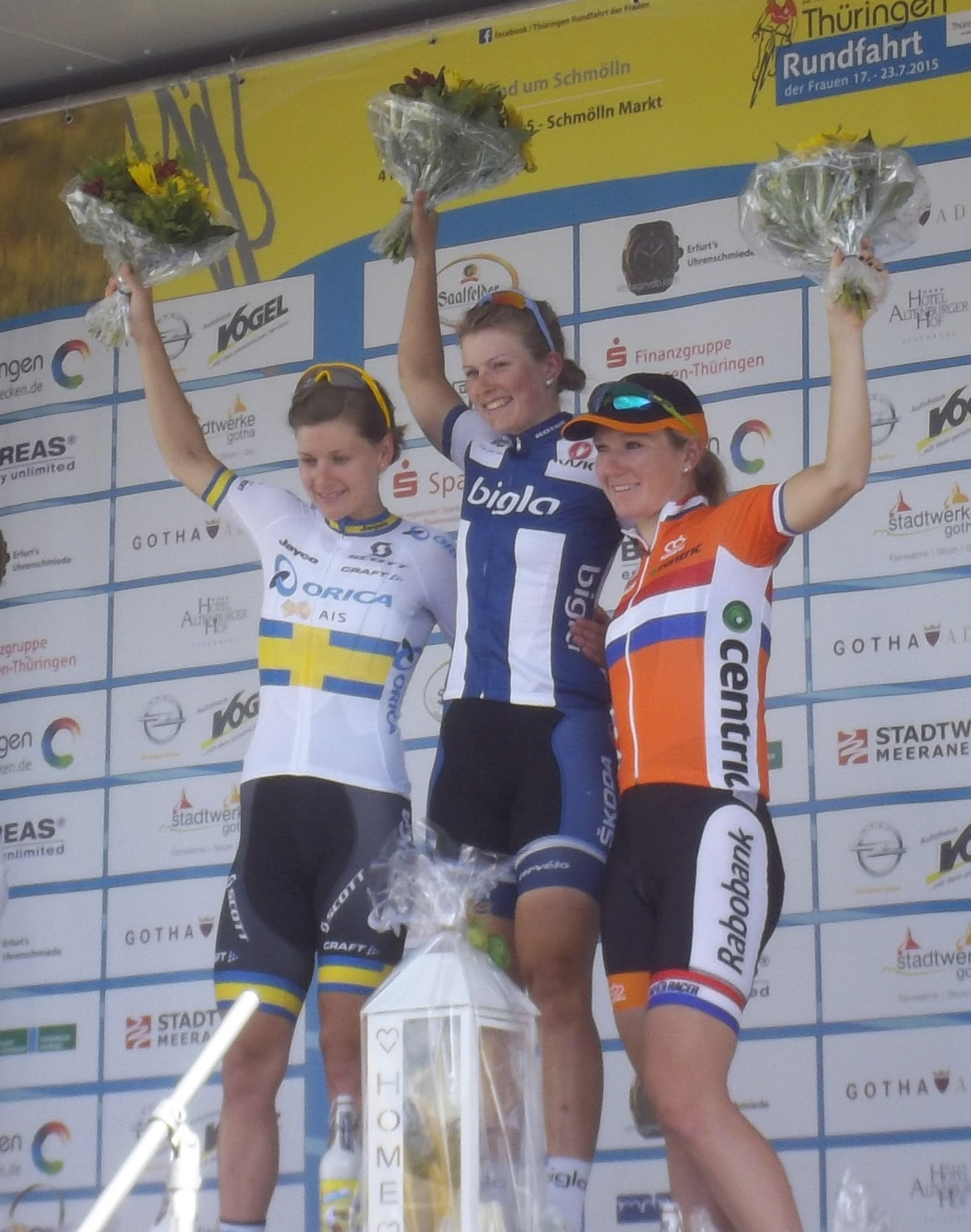
Podium de la quatrième étape

L'étape débute par une cérémonie de commémoration en l'honneur d'Amy Gillett décédé dix ans plus tôt. Les prix des monts et les sprints intermédiaires sont très disputés. Emma Johansson et Lotta Lepistö souhaitant prendre les bonifications en temps. Après une ascension, un groupe de douze coureuses dont les cinq premières du classement général se forme. Trois membres de l'équipe Valkenburg Parkhotel, dont Jip van den Bos et Jermaine Post, en font également partie. Le peloton se reforme cependant. Jermaine Post attaque de nouveau au kilomètre quatre-vingt-un et reste seule durant quinze kilomètres. L'étape se conclut par un sprint massif. Lotta Lepistö la remporte devant Emma Johansson et Amy Pieters. La Finlandaise s'empare du maillot des sprints, tandis qu'Élise Delzenne renforce son maillot de la meilleure grimpeuse. Corina Lechner passe en tête du classement de la meilleure jeune.
| Classement de l'étape | Classement de l'étape | Classement de l'étape | Classement de l'étape            | Classement de l'étape |
|                       | Coureur               | Pays                  | Équipe                           | Temps                 |
| --------------------- | --------------------- | --------------------- | -------------------------------- | --------------------- |
| 1er                   | Lotta Lepistö         | Finlande              | Bigla                            | en 3 h 7 min 40 s     |
| 2e                    | Emma Johansson        | Suède                 | Orica-AIS                        | m.t.                  |
| 3e                    | Amy Pieters           | Pays-Bas              | Sélection nationale des Pays-Bas | m.t.                  |
| 4e                    | Jip van den Bos       | Pays-Bas              | Parkhotel Valkenburg             | m.t.                  |
| 5e                    | Lisa Brennauer        | Allemagne             | Velocio-SRAM                     | m.t.                  |
| 6e                    | Joelle Numainville    | Canada                | Bigla                            | m.t.                  |
| 7e                    | Emily Collins         | Nouvelle-Zélande      | Tibco-SVB                        | m.t.                  |
| 8e                    | Sofie De Vuyst        | Belgique              | Lensworld.eu-Zannata             | m.t.                  |
| 9e                    | Kimberley Wells       | Australie             | Sélection nationale d'Australie  | m.t.                  |
| 10e                   | Élise Delzenne        | France                | Velocio-SRAM                     | m.t.                  |
| modifier              |                       |                       |                                  |                       |

| Classement général | Classement général | Classement général | Classement général              | Classement général |
|                    | Coureur            | Pays               | Équipe                          | Temps              |
| ------------------ | ------------------ | ------------------ | ------------------------------- | ------------------ |
| 1er                | Lisa Brennauer     | Allemagne          | Velocio-SRAM                    | en 10 h 0 min 36 s |
| 2e                 | Lauren Stephens    | États-Unis         | Tibco-SVB                       | +20 s              |
| 3e                 | Lotta Lepistö      | Finlande           | Bigla                           | +29 s              |
| 4e                 | Emma Johansson     | Suède              | Orica-AIS                       | +31 s              |
| 5e                 | Karol-Ann Canuel   | Canada             | Velocio-SRAM                    | +42 s              |
| 6e                 | Eugenia Bujak      | Pologne            | BTC City Ljubljana              | +53 s              |
| 7e                 | Amanda Spratt      | Australie          | Orica-AIS                       | +1 min 20 s        |
| 8e                 | Tayler Wiles       | États-Unis         | Velocio-SRAM                    | +1 min 22 s        |
| 9e                 | Gracie Elvin       | Australie          | Orica-AIS                       | +1 min 25 s        |
| 10e                | Stephanie Pohl     | Allemagne          | Sélection nationale d'Allemagne | +1 min 28 s        |
| modifier           |                    |                    |                                 |                    |

### 5eétape
Lors de la cinquième étape, Beate Zanner attaque d'entrée et reste neuf kilomètres en tête. De nombreuses coureuses tentent de partir mais le peloton reste grouper. Un groupe d'échappée de onze membres part finalement au bout de trente deux kilomètres. L'écart montre jusqu'à quatre minutes quinze.  La victoire se joue au sprint. L'Américaine Coryn Rivera se montre la plus rapide. Jermaine Post est deuxième et passe comme la veille à côté de la victoire. La troisième est Chloe Mcconville. Derrière Lauren Stephens perd le contact du groupe des leaders dans le final, mais ce retard n'est pas prise en compte par la direction de course. Jenelle Crooks prend la tête du classement de la meilleure jeune.
| Classement de l'étape | Classement de l'étape   | Classement de l'étape | Classement de l'étape              | Classement de l'étape |
|                       | Coureur                 | Pays                  | Équipe                             | Temps                 |
| --------------------- | ----------------------- | --------------------- | ---------------------------------- | --------------------- |
| 1er                   | Coryn Rivera            | États-Unis            | Sélection nationale des États-Unis | en 3 h 16 min 14 s    |
| 2e                    | Jermaine Post           | Pays-Bas              | Parkhotel Valkenburg               | m.t.                  |
| 3e                    | Chloe Mcconville        | Australie             | Orica-AIS                          | m.t.                  |
| 4e                    | Martina Ritter          | Autriche              | BTC City Ljubljana                 | m.t.                  |
| 5e                    | Miriam Bjørnsrud        | Norvège               | Hitec Products-Mistral Home        | m.t.                  |
| 6e                    | Sofie De Vuyst          | Belgique              | Lensworld.eu-Zannata               | m.t.                  |
| 7e                    | Katarzyna Wilkos        | Pologne               | Tkk pacifier nestle fitness        | m.t.                  |
| 8e                    | Kristabel Doebel-Hickok | États-Unis            | Tibco-SVB                          | m.t.                  |
| 9e                    | Lucy Coldwell           | Royaume-Uni           | Maxx-Solar                         | +4 s                  |
| 10e                   | Kathrin Hammes          | Allemagne             | Tibco-SVB                          | +4 s                  |
| modifier              |                         |                       |                                    |                       |

| Classement général | Classement général | Classement général | Classement général                     | Classement général |
|                    | Coureur            | Pays               | Équipe                                 | Temps              |
| ------------------ | ------------------ | ------------------ | -------------------------------------- | ------------------ |
| 1er                | Lisa Brennauer     | Allemagne          | Velocio-SRAM                           | en 13 h 17 min 9 s |
| 2e                 | Lauren Stephens    | États-Unis         | Tibco-SVB                              | +20 s              |
| 3e                 | Lotta Lepistö      | Finlande           | Bigla                                  | +29 s              |
| 4e                 | Emma Johansson     | Suède              | Orica-AIS                              | +31 s              |
| 5e                 | Karol-Ann Canuel   | Canada             | Velocio-SRAM                           | +42 s              |
| 6e                 | Eugenia Bujak      | Pologne            | BTC City Ljubljana                     | +53 s              |
| 7e                 | Amanda Spratt      | Australie          | Orica-AIS                              | +1 min 20 s        |
| 8e                 | Stephanie Pohl     | Allemagne          | Sélection nationale d'Allemagne        | +1 min 28 s        |
| 9e                 | Joelle Numainville | Canada             | Joelle Numainville                     | +1 min 43 s        |
| 10e                | Hayley Simmonds    | Royaume-Uni        | Pearl Izumi-Sports Tours International | +1 min 53 s        |
| modifier           |                    |                    |                                        |                    |

### 6eétape
Lors de la sixième étape, l'Américaine Katie Hall s'échappe avec Amanda Spratt. Elle se dispute la victoire au sprint, la première se montre plus véloce. L'Australienne remonte à la cinquième place du classement général.
| Classement de l'étape | Classement de l'étape | Classement de l'étape | Classement de l'étape              | Classement de l'étape |
|                       | Coureur               | Pays                  | Équipe                             | Temps                 |
| --------------------- | --------------------- | --------------------- | ---------------------------------- | --------------------- |

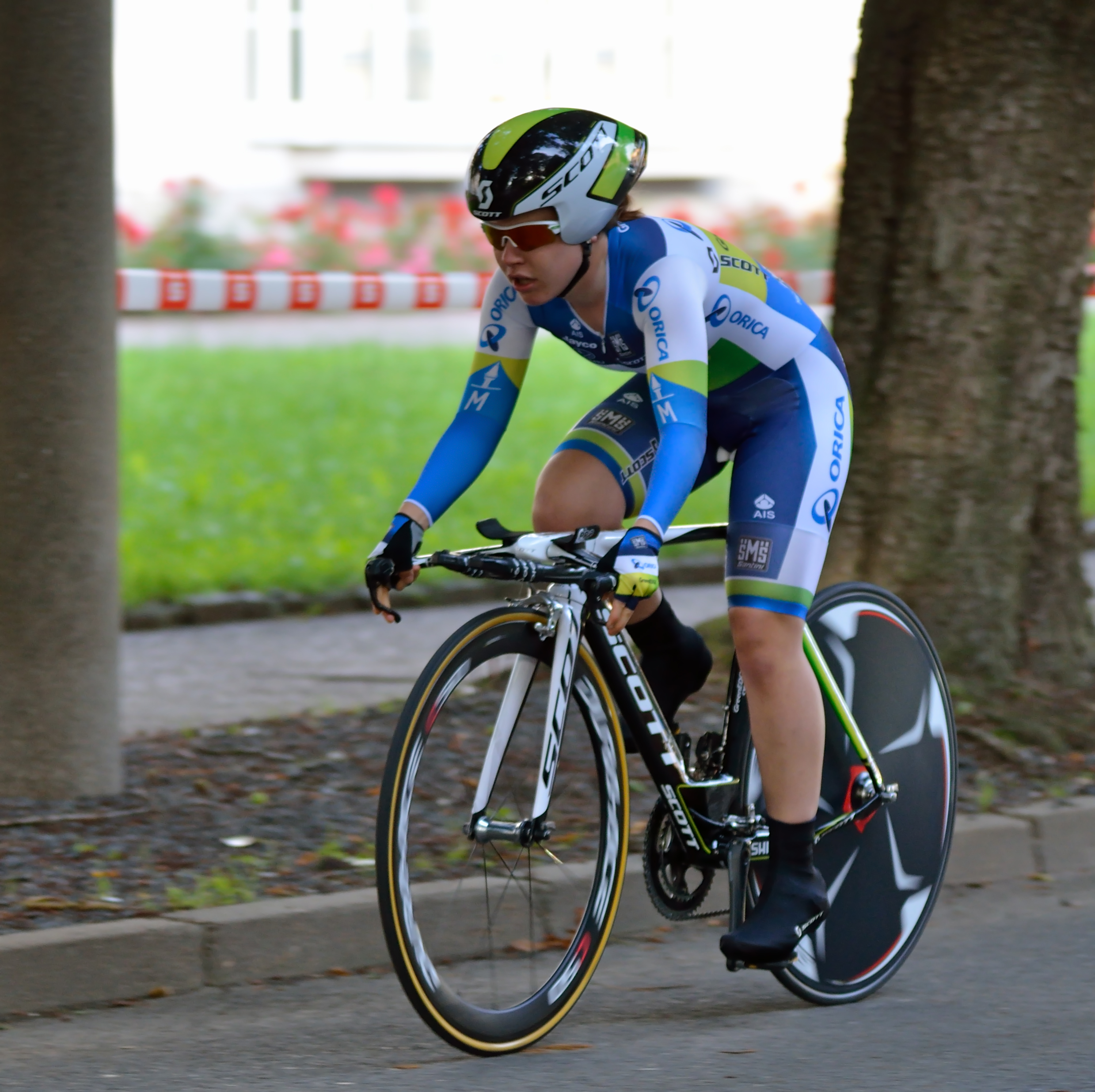
Amanda Spratt est deuxième de deux étapes. Son replacement au classement général lors de la sixième étape est un élément clé dans la victoire d'Emma Johansson

| 1er                   | Katie Hall            | États-Unis            | Sélection nationale des États-Unis | en 3 h 45 min 40 s    |
| 2e                    | Amanda Spratt         | Australie             | Orica-AIS                          | +1 s                  |
| 3e                    | Amy Pieters           | Pays-Bas              | Sélection nationale des Pays-Bas   | +40 s                 |
| 4e                    | Emma Johansson        | Suède                 | Orica-AIS                          | +40 s                 |
| 5e                    | Lotta Lepistö         | Finlande              | Bigla                              | +40 s                 |
| 6e                    | Lauren Kitchen        | Australie             | Hitec Products-Mistral Home        | +40 s                 |
| 7e                    | Lisa Brennauer        | Allemagne             | Velocio-SRAM                       | +40 s                 |
| 8e                    | Lauren Stephens       | États-Unis            | Tibco-SVB                          | +40 s                 |
| 9e                    | Alexis Ryan           | États-Unis            | Sélection nationale des États-Unis | +40 s                 |
| 10e                   | Stephanie Pohl        | Allemagne             | Sélection nationale d'Allemagne    | +40 s                 |
| modifier              |                       |                       |                                    |                       |

| Classement général | Classement général | Classement général | Classement général                 | Classement général |
|                    | Coureur            | Pays               | Équipe                             | Temps              |
| ------------------ | ------------------ | ------------------ | ---------------------------------- | ------------------ |
| 1er                | Lisa Brennauer     | Allemagne          | Velocio-SRAM                       | en 17 h 3 min 29 s |
| 2e                 | Lauren Stephens    | États-Unis         | Tibco-SVB                          | +20 s              |
| 3e                 | Lotta Lepistö      | Finlande           | Bigla                              | +29 s              |
| 4e                 | Emma Johansson     | Suède              | Orica-AIS                          | +30 s              |
| 5e                 | Amanda Spratt      | Australie          | Orica-AIS                          | +32 s              |
| 6e                 | Karol-Ann Canuel   | Canada             | Velocio-SRAM                       | +42 s              |
| 7e                 | Eugenia Bujak      | Pologne            | BTC City Ljubljana                 | +53 s              |
| 9e                 | Joelle Numainville | Canada             | Bigla                              | +1 min 43 s        |
| 10e                | Katie Hall         | États-Unis         | Sélection nationale des États-Unis | +1 min 46 s        |
| modifier           |                    |                    |                                    |                    |

### 7eétape
Le matin de la dernière étape très vallonnée, les coureuses de l'équipe Orica-AIS Emma Johansson et Amanda Spratt comptent respectivement trente et trente-deux secondes de retard sur Lisa Brennauer au classement général. Au kilomètre quatre-vingt deux, dans le deuxième prix des monts, elles les attaques et parviennent à distancer l'Allemande. Karol-Ann Canuel et Lauren Stephens parviennent à tenir le rythme. Emma Johansson accélère encore dans le final pour distancer Stephens, seule la Canadienne la suit et avant de la battre au sprint. La Suédoise remporte le Tour de Thuringe, la Canadienne est deuxième, Lauren Stephens troisième et Amanda Spratt quatrième. Lisa Brennauer recule à la cinquième place
| Classement de l'étape | Classement de l'étape | Classement de l'étape | Classement de l'étape              | Classement de l'étape |
|                       | Coureur               | Pays                  | Équipe                             | Temps                 |
| --------------------- | --------------------- | --------------------- | ---------------------------------- | --------------------- |
| 1er                   | Karol-Ann Canuel      | Canada                | Velocio-SRAM                       | en 2 h 42 min 10 s    |
| 2e                    | Emma Johansson        | Suède                 | Orica-AIS                          | m.t.                  |
| 3e                    | Amanda Spratt         | Australie             | Orica-AIS                          | +22 s                 |
| 4e                    | Lauren Stephens       | États-Unis            | Tibco-SVB                          | +22 s                 |
| 5e                    | Amy Pieters           | Pays-Bas              | Sélection nationale des Pays-Bas   | +1 min 26 s           |
| 6e                    | Alexis Ryan           | États-Unis            | Sélection nationale des États-Unis | +1 min 26 s           |
| 7e                    | Joelle Numainville    | Canada                | Bigla                              | +1 min 26 s           |
| 8e                    | Lisa Brennauer        | Allemagne             | Velocio-SRAM                       | +1 min 26 s           |
| 9e                    | Polona Batagelj       | Slovénie              | BTC City Ljubljana                 | +1 min 26 s           |
| 10e                   | Tatiana Guderzo       | Italie                | Hitec Products-Mistral Home        | +1 min 26 s           |
| modifier              |                       |                       |                                    |                       |

## Classements finals

### Classement général final
| Classement général final | Classement général final | Classement général final | Classement général final         | Classement général final |
|                          | Coureur                  | Pays                     | Équipe                           | Temps                    |
| ------------------------ | ------------------------ | ------------------------ | -------------------------------- | ------------------------ |
| 1er                      | Emma Johansson           | Suède                    | Orica-AIS                        | en 19 h 46 min 1 s       |
| 2e                       | Karol-Ann Canuel         | Canada                   | Velocio-SRAM                     | +0 min 10 s              |
| 3e                       | Lauren Stephens          | États-Unis               | Tibco-SVB                        | +0 min 18 s              |
| 4e                       | Amanda Spratt            | Australie                | Orica-AIS                        | +0 min 26 s              |
| 5e                       | Lisa Brennauer           | Allemagne                | Velocio-SRAM                     | +1 min 14 s              |
| 6e                       | Joelle Numainville       | Canada                   | Bigla                            | +2 min 41 s              |
| 7e                       | Lotta Lepistö            | Finlande                 | Bigla                            | +3 min 2 s               |
| 8e                       | Martina Ritter           | Autriche                 | BTC City Ljubljana               | +3 min 10 s              |
| 9e                       | Amy Pieters              | Pays-Bas                 | Sélection nationale des Pays-Bas | +3 min 13 s              |
| 10e                      | Eugenia Bujak            | Pologne                  | BTC City Ljubljana               | +3 min 26 s              |
| modifier                 |                          |                          |                                  |                          |

### Classements annexes

#### Classement des sprints
| Classement des sprints | Classement des sprints | Classement des sprints | Classement des sprints | Classement des sprints |
| ---------------------- | ---------------------- | ---------------------- | ---------------------- | ---------------------- |
|                        | Coureur                | Pays                   | Équipe                 | Point(s)               |
| 1er                    | Emma Johansson         | Suède                  | Orica-AIS              | 27 points              |
| 2e                     | Lotta Lepistö          | Finlande               | Bigla                  | 21 pts                 |
| 3e                     | Amanda Spratt          | Australie              | Orica-AIS              | 18 pts                 |
| modifier               |                        |                        |                        |                        |

#### Classement de la meilleure grimpeuse

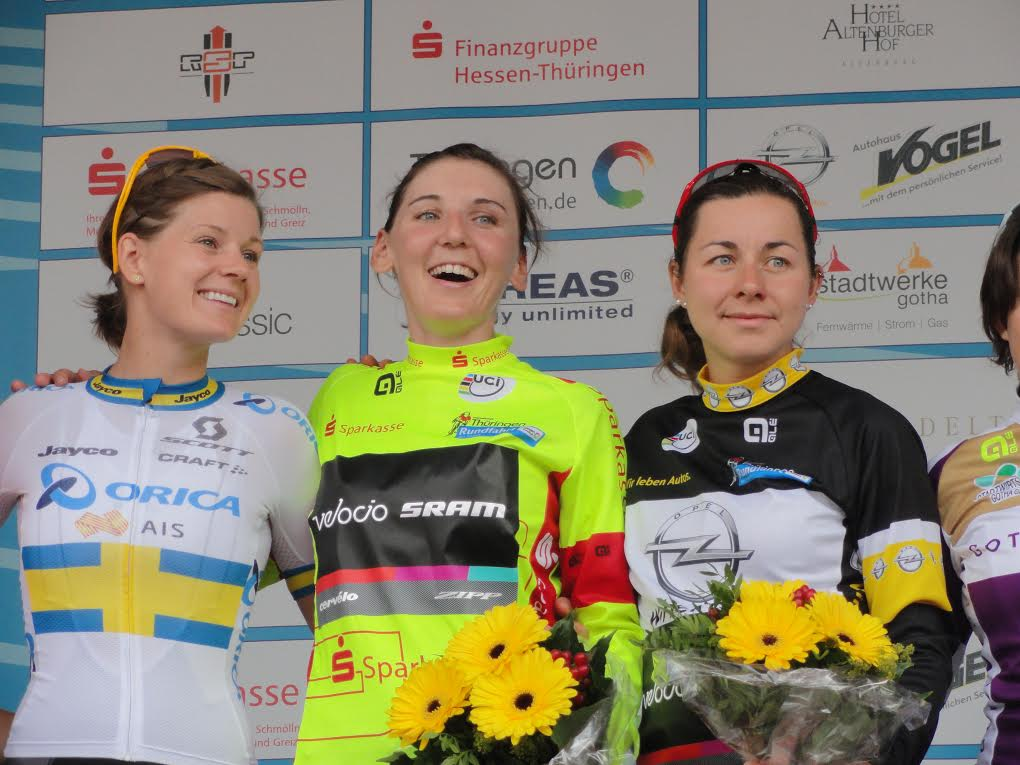
Élise Delzenne porte le maillot de la meilleure grimpeuse durant toute l'épreuve

| Classement de la meilleure grimpeuse | Classement de la meilleure grimpeuse | Classement de la meilleure grimpeuse | Classement de la meilleure grimpeuse | Classement de la meilleure grimpeuse |
| ------------------------------------ | ------------------------------------ | ------------------------------------ | ------------------------------------ | ------------------------------------ |
|                                      | Coureur                              | Pays                                 | Équipe                               | Point(s)                             |
| 1er                                  | Élise Delzenne                       | France                               | Velocio-SRAM                         | 25 points                            |
| 2e                                   | Emma Johansson                       | Suède                                | Orica-AIS                            | 18 pts                               |
| 3e                                   | Beate Zanner                         | Allemagne                            | Maxx-Solar                           | 15 pts                               |
| modifier                             |                                      |                                      |                                      |                                      |

#### Classement de la meilleure jeune
| Classement de la meilleure jeune | Classement de la meilleure jeune | Classement de la meilleure jeune | Classement de la meilleure jeune   | Classement de la meilleure jeune |
|                                  | Coureur                          | Pays                             | Équipe                             | Temps                            |
| -------------------------------- | -------------------------------- | -------------------------------- | ---------------------------------- | -------------------------------- |
| 1er                              | Jenelle Crooks                   | Australie                        | Sélection nationale d'Australie    | en 19 h 50 min 44 s              |
| 2e                               | Alexis Ryan                      | États-Unis                       | Sélection nationale des États-Unis | +1 min 23 s                      |
| 3e                               | Riejanne Markus                  | Pays-Bas                         | Parkhotel Valkenburg               | +2 min 10 s                      |
| modifier                         |                                  |                                  |                                    |                                  |

#### Classement de la meilleure allemande
| Classement de la meilleure allemande | Classement de la meilleure allemande | Classement de la meilleure allemande | Classement de la meilleure allemande | Classement de la meilleure allemande |
|                                      | Coureur                              | Pays                                 | Équipe                               | Temps                                |
| ------------------------------------ | ------------------------------------ | ------------------------------------ | ------------------------------------ | ------------------------------------ |
| 1er                                  | Lisa Brennauer                       | Allemagne                            | Velocio-SRAM                         | en 19 h 47 min 5 s                   |
| 2e                                   | Stephanie Pohl                       | Allemagne                            | Sélection nationale d'Allemagne      | +2 min 57 s                          |
| 3e                                   | Kathrin Hammes                       | Allemagne                            | Tibco-SVB                            | +4 min 13 s                          |
| modifier                             |                                      |                                      |                                      |                                      |

#### Classement de la meilleure équipe
| Classement de la meilleure équipe | Classement de la meilleure équipe | Classement de la meilleure équipe | Classement de la meilleure équipe | Classement de la meilleure équipe |
|                                   | Coureur                           | Pays                              | Équipe                            | Temps                             |
| --------------------------------- | --------------------------------- | --------------------------------- | --------------------------------- | --------------------------------- |
| 1er                               | Orica-AIS                         | Australie                         | '                                 | en 59 h 23 min 18 s               |
| 2e                                | Tibco-SVB                         | États-Unis                        |                                   | +3 min 32 s                       |
| 3e                                | Velocio-SRAM                      | Allemagne                         |                                   | +4 min 2 s                        |
| modifier                          |                                   |                                   |                                   |                                   |

## Points UCI
| Position,          | 1er | 2e | 3e | 4e | 5e | 6e | 7e | 8e | 9e | 10e | 11e | 12e | 13e | 14e | 15e | 16e | 17e | 18e |
| Classement général | 80  | 60 | 45 | 35 | 30 | 25 | 21 | 18 | 15 | 12  | 10  | 8   | 6   | 5   | 4   | 3   | 2   | 1   |
| Par étape          | 16  | 12 | 8  | 6  | 5  | 4  | 3  | 2  |    |     |     |     |     |     |     |     |     |     |
| Leader, par étape  | 4   |    |    |    |    |    |    |    |    |     |     |     |     |     |     |     |     |     |

## Évolution des classements
| Étape            | Vainqueur        | Classement général | Classement des sprints | Classement de la montagne | Classement de la meilleure jeune | Classement de la coureuse la plus active | Classement de la meilleure allemande | Classement de la meilleure équipe |
| ---------------- | ---------------- | ------------------ | ---------------------- | ------------------------- | -------------------------------- | ---------------------------------------- | ------------------------------------ | --------------------------------- |
| 1re              | Lisa Brennauer   | Lisa Brennauer     | Anna Ramirez Bauxell   | Élise Delzenne            | Jeanne Korevaar                  | Anna Ramirez Bauxell                     | Lisa Brennauer                       | Orica-AIS                         |
| 2e               | Eugenia Bujak    | Eugenia Bujak      | Anna Ramirez Bauxell   | Élise Delzenne            | Jeanne Korevaar                  | Tayler Wiles                             | Trixi Worrack                        | BTC City Ljubljana                |
| 3ea              | Lisa Brennauer   | Lisa Brennauer     | Lisa Brennauer         | Élise Delzenne            | Corinna Lechner                  | non attribué                             | Stephanie Pohl                       | Velocio-SRAM                      |
| 3eb              | Gracie Elvin     | Lisa Brennauer     | Lisa Brennauer         | Élise Delzenne            | Corinna Lechner                  | Gracie Elvin                             | Lisa Brennauer                       | Velocio-SRAM                      |
| 4e               | Lotta Lepistö    | Lisa Brennauer     | Lotta Lepistö          | Élise Delzenne            | Corinna Lechner                  | Jermaine Post                            | Lisa Brennauer                       | Velocio-SRAM                      |
| 5e               | Coryn Rivera     | Lisa Brennauer     | Lotta Lepistö          | Élise Delzenne            | Jenelle Crooks                   | Martina Ritter                           | Kathrin Hammes                       | Orica-AIS                         |
| 6e               | Katie Hall       | Lisa Brennauer     | Emma Johansson         | Élise Delzenne            | Jenelle Crooks                   | Beate Zenner                             | Lisa Brennauer                       | Orica-AIS                         |
| 7e               | Karol-Ann Canuel | Lisa Brennauer     | Emma Johansson         | Élise Delzenne            | Jenelle Crooks                   |                                          | Lisa Brennauer                       | Orica-AIS                         |
| Classement final | Classement final | Emma Johansson     | Emma Johansson         | Élise Delzenne            | Jenelle Crooks                   |                                          | Lisa Brennauer                       | Orica-AIS                         |

## Bilan
La course a livré une lutte intense entre les équipes Orica-AIS et Velocio-SRAM. La première remporte une étape grâce à Gracie Elvie, le classement général et le classement des sprints grâce à Emma Johansson. Amanda Spratt finit deuxième de deux étapes et quatrième du classement général. L'équipe Velocio-SRAM a pour sa part remporter trois étapes : deux pour Lisa Brennauer et une pour Karol-Ann Canuel. Tayler Wiles aurait surement porter ce total à quatre sans une erreur de guidage de la part de sa moto ouvreuse. La Canadienne finit deuxième du classement général. Élise Delzenne remporte le classement de la meilleure grimpeuse. Lisa Brennauer malgré ses victoires d'étapes et son maillot de meilleure Allemande peut légitiment être déçue de sa cinquième place finale alors qu'elle a porté le maillot jaune durant toute l'épreuve. L'équipe Bigla a surtout misé sur Lotta Lepistö qui a gagné une étape et s'est battue pour le maillot des sprints. Elle est finalement septième du classement général, devancée par sa coéquipière Joelle Numainville. L'équipe Tibco-SVB peut se satisfaire de la troisième place de Lauren Stephens au classement général. BTC City Ljubljana présente un bon bilan avec une victoire d'étape et un tir groupé au classement général avec la huitième place pour Martina Ritter, la dixième pour Eugenia Bujak et la onzième pour Polona Batagelj. Enfin, la sélection australienne ramène le maillot de la meilleure jeune grâce à Jenelle Crooks.

## Liste des participantes
Source
| Légende                             | Légende | Légende                                | Légende |
| ----------------------------------- | --- | -------------------------------------- | --- |
| Num                                 | Dossard de départ porté par la coureuse sur ce Tour de Thuringe féminin                                       | Pos                                    | Position finale au classement général                                                                            |
| Leader du classement général        | Indique la vainqueur du classement général                                                                    | Leader du classement des sprints       | Indique la vainqueur du classement des sprints                                                                   |
| Leader du classement de la montagne | Indique la vainqueur du classement de la montagne                                                             | Leader du classement du meilleur jeune | Indique la vainqueur du classement de la meilleure jeune                                                         |
|                                     | Indique la vainqueur de la coureuse la plus active                                                            | Leader du classement par points        | Indique la vainqueur du classement de la meilleure allemande                                                     |
|                                     | Indique un maillot de champion national ou mondial, suivi de sa spécialité                                    | #                                      | Indique la meilleure équipe                                                                                      |
| NP                                  | Indique une coureuse qui n'a pas pris le départ d'une étape, suivi du numéro de l'étape où elle s'est retirée | AB                                     | Indique une coureuse qui n'a pas terminé une étape, suivi du numéro de l'étape où elle s'est retirée             |
| HD                                  | Indique une coureuse qui a terminé une étape hors des délais, suivi du numéro de l'étape                      | *                                      | Indique une coureuse en lice pour le classement de la meilleure jeune (coureuses nées après le 1er janvier 1993) |

| Velocio-SRAM VEL                | Velocio-SRAM VEL        | Velocio-SRAM VEL |
| ------------------------------- | ----------------------- | ---------------- |
| Num                             | Coureur                 | Pos              |
| 1                               | Lisa Brennauer ( GER )  | 5e               |
| 2                               | Trixi Worrack ( GER)    | NP-4             |
| 3                               | Mieke Kröger* ( GER)    | AB-7             |
| 4                               | Karol-Ann Canuel ( CAN) | 2e               |
| 5                               | Élise Delzenne ( FRA)   | 34e              |
| 6                               | Tayler Wiles ( USA)     | 28e              |
| Directeur sportif : Ronny Lauke |                         |                  |

| Bigla BCT                          | Bigla BCT                | Bigla BCT |
| ---------------------------------- | ------------------------ | --------- |
| Num                                | Coureur                  | Pos       |
| 11                                 | Vera Koedooder (NED)     | 55e       |
| 12                                 | Carmen Small (USA)       | NP-3 (a)  |
| 13                                 | Iris Slappendel (NED)    | 46e       |
| 14                                 | Joelle Numainville (CAN) | 6e        |
| 15                                 | Lotta Lepistö (FIN)      | 7e        |
| 16                                 | Emilie Aubry (SUI)       | 48e       |
| Directeur sportif : Dirk Baldinger |                          |           |

| Orica-AIS OGE                     | Orica-AIS OGE          | Orica-AIS OGE |
| --------------------------------- | ---------------------- | ------------- |
| Num                               | Coureur                | Pos           |
| 21                                | Emma Johansson (SWE)   | 1re           |
| 22                                | Amanda Spratt (AUS)    | 4e            |
| 23                                | Gracie Elvin (AUS)     | 25e           |
| 24                                | Sarah Roy (AUS)        | AB-4          |
| 25                                | Chloe McConville (AUS) | 54e           |
| Directeur sportif : Martin Barras |                        |               |

| Hitec Products-Mistral Home HPU    | Hitec Products-Mistral Home HPU | Hitec Products-Mistral Home HPU |
| ---------------------------------- | ------------------------------- | ------------------------------- |
| Num                                | Coureur                         | Pos                             |
| 31                                 | Charlotte Becker (GER)          | NP-6                            |
| 32                                 | Miriam Bjørnsrud (NOR)          | 50e                             |
| 33                                 | Lauren Kitchen (AUS)            | 32e                             |
| 34                                 | Shana Van Glabeke * (BEL)       | 67e                             |
| 35                                 | Tatiana Guderzo (ITA)           | 15e                             |
| 36                                 | Janicke Gunvaldsen (NOR)        | ?                               |
| Directeur sportif : Steven Sergant |                                 |                                 |

| Sélection nationale des États-Unis | Sélection nationale des États-Unis | Sélection nationale des États-Unis |
| ---------------------------------- | ---------------------------------- | ---------------------------------- |
| Num                                | Coureur                            | Pos                                |
| 41                                 | Katharine Hall (USA)               | 14e                                |
| 42                                 | Allie Dragoo (USA)                 | 44e                                |
| 43                                 | Heather Fischer* (USA)             | 74e                                |
| 44                                 | Coryn Rivera (USA)                 | 21e                                |
| 45                                 | Alexis Ryan (USA)                  | 19e                                |
| 46                                 | Hannah Ross (USA)                  | AB-7                               |
| Directeur sportif : John Seehafer  |                                    |                                    |

| Lensworld.eu-Zannata LWZ                | Lensworld.eu-Zannata LWZ     | Lensworld.eu-Zannata LWZ |
| --------------------------------------- | ---------------------------- | ------------------------ |
| Num                                     | Coureur                      | Pos                      |
| 51                                      | Maaike Polspoel (BEL)        | AB-5                     |
| 52                                      | Kim de Baat (NED)            | 68e                      |
| 53                                      | Sofie de Vuyst (BEL)         | 17e                      |
| 54                                      | Evy Kuijpers* (NED)          | AB-5                     |
| 55                                      | Annelies Van Doorslaer (BEL) | 47e                      |
| 56                                      | Nina Kessler (NED)           | 77e                      |
| Directeur sportif : Heidi Van De Vijver |                              |                          |

| Bizkaia - Durango BPD                  | Bizkaia - Durango BPD        | Bizkaia - Durango BPD |
| -------------------------------------- | ---------------------------- | --------------------- |
| Num                                    | Coureur                      | Pos                   |
| 61                                     | Anna Ramirez Bauxell (ESP)   | 52e                   |
| 62                                     | Elena Utrobina (RUS)         | AB-4                  |
| 63                                     | Maria Kantsyber* (RUS)       | 72e                   |
| 64                                     | Svetlana Belevantseva* (RUS) | AB-3                  |
| 65                                     | Olga Dobrynina (RUS)         | 56e                   |
| 66                                     | Anna Zavershinskaya (RUS)    | AB-3                  |
| Directeur sportif : Derteano Elorriaga |                              |                       |

| Parkhotel Valkenburg PHV             | Parkhotel Valkenburg PHV    | Parkhotel Valkenburg PHV |
| ------------------------------------ | --------------------------- | ------------------------ |
| Num                                  | Coureur                     | Pos                      |
| 71                                   | Pauliena Rooijakkers* (NED) | AB-3                     |
| 72                                   | Riejanne Markus* (NED)      | 23e                      |
| 73                                   | Jip van den Bos (NED)       | 31e                      |
| 74                                   | Jermaine Post (GER)         | 30e                      |
| 75                                   | Rozanne Slik (NED)          | 42e                      |
| 76                                   | Sophie de Boer (NED)        | 41e                      |
| Directeur sportif : Levinus Huenders |                             |                          |

| BTC City Ljubljana BTC           | BTC City Ljubljana BTC | BTC City Ljubljana BTC |
| -------------------------------- | ---------------------- | ---------------------- |
| Num                              | Coureur                | Pos                    |
| 81                               | Eugenia Bujak (POL)    | 10e                    |
| 82                               | Martina Ritter (AUT)   | 8e                     |
| 83                               | Mia Radotic (CRO)      | NP-7                   |
| 84                               | Ursa Pintar (SLO)      | 66e                    |
| 85                               | Olena Pavlukhina (AZE) | 27e                    |
| 86                               | Polona Batagelj (SLO)  | 11e                    |
| Directeur sportif : Gorazd Penko |                        |                        |

| Sélection nationale des Pays-Bas   | Sélection nationale des Pays-Bas | Sélection nationale des Pays-Bas |
| ---------------------------------- | -------------------------------- | -------------------------------- |
| Num                                | Coureur                          | Pos                              |
| 91                                 | Moniek Tenniglo (NED)            | 35e                              |
| 92                                 | Esmee Oosterman* (NED)           | AB-5                             |
| 92                                 | Amy Pieters (NED)                | 9e                               |
| 94                                 | Jeanne Korevaar* (NED)           | 29e                              |
| 95                                 | Kelly Markus* (NED)              | AB-3                             |
| 96                                 | Lotte van Hoek (NED)             | 58e                              |
| Directeur sportif : Johan Lammerts |                                  |                                  |

| Pearl Izumi-Sports Tours International | Pearl Izumi-Sports Tours International | Pearl Izumi-Sports Tours International |
| -------------------------------------- | -------------------------------------- | -------------------------------------- |
| Num                                    | Coureur                                | Pos                                    |
| 101                                    | Sarah Storey (GBR)                     | 70e                                    |
| 102                                    | Nicole Moerig (AUS)                    | AB-5                                   |
| 103                                    | Gabriella Shaw (GBR)                   | 78e                                    |
| 104                                    | Hayley Simmonds (GBR)                  | 24e                                    |
| 105                                    | Bethany Hayward* (GBR)                 | 79e                                    |
| 106                                    | Nikki Harris (GBR)                     | 22e                                    |
| Directeur sportif : Richard Storey     |                                        |                                        |

| Tkk pacifier nestle fitness          | Tkk pacifier nestle fitness       | Tkk pacifier nestle fitness |
| ------------------------------------ | --------------------------------- | --------------------------- |
| Num                                  | Coureur                           | Pos                         |
| 111                                  | Paulina Brzeźna-Bentkowska* (POL) | 40e                         |
| 112                                  | Monika Brzezna (POL)              | 53e                         |
| 113                                  | Anna Plichta (POL)                | 33e                         |
| 114                                  | Katarzyna Wilkos* (POL)           | 43e                         |
| 115                                  | Aleksandra Kardas* (POL)          | 60e                         |
| 116                                  | Agnieszka Skalniak* (POL)         | NP-4                        |
| Directeur sportif : Pawel Bentkowski |                                   |                             |

| Tibco-SVB TIB                     | Tibco-SVB TIB                 | Tibco-SVB TIB |
| --------------------------------- | ----------------------------- | ------------- |
| Num                               | Coureur                       | Pos           |
| 121                               | Kathrin Hammes (GER)          | 18e           |
| 122                               | Lauren Stephens (USA)         | 3e            |
| 123                               | Emily Collins (NZL)           | 37e           |
| 124                               | Kristabel Doebel-Hickok (USA) | 12e           |
| 125                               | Sara Headley (USA)            | 73e           |
| 126                               | Joanne Hogan (AUS)            | 49e           |
| Directeur sportif : Edward Beamon |                               |               |

| Sélection nationale d'Australie         | Sélection nationale d'Australie | Sélection nationale d'Australie |
| --------------------------------------- | ------------------------------- | ------------------------------- |
| Num                                     | Coureur                         | Pos                             |
| 131                                     | Kimberley Wells (AUS)           | 64e                             |
| 132                                     | Jessica Mundy* (AUS)            | 62e                             |
| 133                                     | Ellen Skerritt* (AUS)           | 51e                             |
| 134                                     | Jenelle Crooks* (AUS)           | 16e                             |
| 135                                     | Shannon Malseed * (AUS)         | 59e                             |
| 136                                     | Georgia Baker* (AUS)            | 77e                             |
| Directeur sportif : Donna Rae-Szalinski |                                 |                                 |

| Sélection nationale d'Allemagne   | Sélection nationale d'Allemagne | Sélection nationale d'Allemagne |
| --------------------------------- | ------------------------------- | ------------------------------- |
| Num                               | Coureur                         | Pos                             |
| 141                               | Jacqueline Dietrich* (GER)      | 61e                             |
| 142                               | Sophie Lacher* (GER)            | 65e                             |
| 143                               | non attribué                    |                                 |
| 144                               | Stephanie Pohl (GER)            | 13e                             |
| 145                               | Lechner Corinna* (GER)          | 45e                             |
| 146                               | Franziska Banzer* (GER)         | 57e                             |
| Directeur sportif : Rafael Hennes |                                 |                                 |

| KOGA Ladies - Protective - Fachklinik Dr. Herzog | KOGA Ladies - Protective - Fachklinik Dr. Herzog | KOGA Ladies - Protective - Fachklinik Dr. Herzog |
| ------------------------------------------------ | ------------------------------------------------ | ------------------------------------------------ |
| Num                                              | Coureur                                          | Pos                                              |
| 151                                              | Carolin Schiff (GER)                             | NP-7                                             |
| 152                                              | Yvonne Fiedler (GER)                             | 75e                                              |
| 153                                              | Christina Koep* (GER)                            | 63e                                              |
| 154                                              | Martina Ruzickova (CZE)                          | AB-2                                             |
| 155                                              | Wiebke Rodieck* (GER)                            | 38e                                              |
| 156                                              | Inga Rodieck* (GER)                              | AB-5                                             |
| Directeur sportif : Ralf Stambula                |                                                  |                                                  |

| Maxx-Solar                        | Maxx-Solar               | Maxx-Solar |
| --------------------------------- | ------------------------ | ---------- |
| Num                               | Coureur                  | Pos        |
| 161                               | Lucy Coldwell (GBR)      | 26e        |
| 162                               | Theres Klein (GER)       | 69e        |
| 163                               | Hanka Kupfernagel (GER)  | 39e        |
| 164                               | Hanna Nilsson (SWE)      | 36e        |
| 165                               | Benita Wesselheoft (GER) | NP-4       |
| 166                               | Beate Zanner (GER)       | 20e        |
| Directeur sportif : Bert Dressler |                          |            |